# Andrea Mangiante
Andrea Mangiante (Chiavari, 1976. július 1. –) világbajnoki ezüstérmes (2009) és Európa-bajnoki bronzérmes (1999) olasz vízilabdázó, az Associazione Sportiva Chiavari játékosa.